# 焦拉语
焦拉语(Sanënyö)是分布在尼科巴群岛焦拉岛上的尼科巴语支语言。